# Lecane crenata
Lecane crenata är en hjuldjursart som först beskrevs av Harry K. Harring 1913.  Lecane crenata ingår i släktet Lecane och familjen Lecanidae. Arten är reproducerande i Sverige. Inga underarter finns listade i Catalogue of Life.